# Sinalunga
Sinalunga est une commune italienne de la province de Sienne, dans la région Toscane.

## Administration
| Période                                  | Période | Identité | Étiquette | Qualité |
| ---------------------------------------- | ------- | -------- | --------- | ------- |
|                                          |         |          |           |         |
| Les données manquantes sont à compléter. |         |          |           |         |

### Hameaux
Bettolle, Farnetella, Guazzino, La Fratta, L'Amorosa, Rigaiolo, Rigomagno, Scrofiano

### Communes limitrophes
Asciano, Cortone, Foiano della Chiana, Lucignano, Rapolano Terme, Torrita di Siena, Trequanda